# Panula olivacea
Panula olivacea är en fjärilsart som beskrevs av Walker 1865. Panula olivacea ingår i släktet Panula och familjen nattflyn. Inga underarter finns listade i Catalogue of Life.